# Список астероїдів (3801—3900)
| Назва                              | Тимчасове позначення | Дата відкриття    | Місце відкриття                         | Відкривач                                              |
| ---------------------------------- | -------------------- | ----------------- | --------------------------------------- | ------------------------------------------------------ |
| 3801 Thrasymedes                   | 1985 VS              | 6 листопада 1985  | Обсерваторія Кітт-Пік                   | Spacewatch                                             |
| 3802 Дорнбурґ (Dornburg)           | 1986 PJ4             | 7 серпня 1986     | Обсерваторія Карла Шварцшильда          | Ф. Бернґен                                             |
| 3803 Тучкова (Tuchkova)            | 1981 TP1             | 2 жовтня 1981     | КрАО                                    | Журавльова Людмила Василівна                           |
| 3804 Друніна (Drunina)             | 1969 TB2             | 8 жовтня 1969     | КрАО                                    | Черних Людмила Іванівна                                |
| 3805 Ґолдрайх (Goldreich)          | 1981 DK3             | 28 лютого 1981    | Обсерваторія Сайдинг-Спрінг             | Ш. Дж. Бас                                             |
| 3806 Tremaine                      | 1981 EW32            | 1 березня 1981    | Обсерваторія Сайдинг-Спрінг             | Ш. Дж. Бас                                             |
| 3807 Пейджельс (Pagels)            | 1981 SE1             | 26 вересня 1981   | Станція Андерсон-Меса                   | Браян Скіфф, Норман Томас                              |
| 3808 Темпель (Tempel)              | 1982 FQ2             | 24 березня 1982   | Обсерваторія Карла Шварцшильда          | Ф. Бернґен                                             |
| 3809 Амісі (Amici)                 | 1984 FA              | 26 березня 1984   | Обсерваторія Сан-Вітторе                | Обсерваторія Сан-Вітторе                               |
| 3810 Аоракі (Aoraki)               | 1985 DX              | 20 лютого 1985    | Університетська обсерваторія Маунт-Джон | Алан Ґілмор, Памела Кілмартін                          |
| 3811 Карма (Karma)                 | 1953 TH              | 13 жовтня 1953    | Турку                                   | Люсі Отерма                                            |
| 3812 Лідаксум (Lidaksum)           | 1965 AK1             | 11 січня 1965     | Обсерваторія Цзицзіньшань               | Обсерваторія Червона Гора                              |
| 3813 Фортов (Fortov)               | 1970 QA1             | 30 серпня 1970    | КрАО                                    | Смирнова Тамара Михайлівна                             |
| 3814 Хосі-но-мура (Hoshi-no-mura)  | 1981 JA              | 4 травня 1981     | Токай (Айті)                            | Тошімата Фурута                                        |
| 3815 Кеніг (Konig)                 | 1959 GG              | 15 квітня 1959    | Обсерваторія Гейдельберг-Кеніґштуль     | Артур Кеніг, Гергард Якіш, В. Вензель                  |
| 3816 Чуґайнов (Chugainov)          | 1975 VG9             | 8 листопада 1975  | КрАО                                    | Черних Микола Степанович                               |
| 3817 Ленкартер (Lencarter)         | 1979 MK1             | 25 червня 1979    | Обсерваторія Сайдинг-Спрінг             | Е. Гелін, Ш. Дж. Бас                                   |
| 3818 Горлиця (Gorlitsa)            | 1979 QL8             | 20 серпня 1979    | КрАО                                    | Черних Микола Степанович                               |
| 3819 Робінсон (Robinson)           | 1983 AR              | 12 січня 1983     | Станція Андерсон-Меса                   | Браян Скіфф                                            |
| 3820 Соваль (Sauval)               | 1984 DV              | 25 лютого 1984    | Обсерваторія Ла-Сілья                   | Анрі Дебеонь                                           |
| 3821 Сонет (Sonet)                 | 1985 RC3             | 6 вересня 1985    | Обсерваторія Ла-Сілья                   | Анрі Дебеонь                                           |
| 3822 Сеговія (Segovia)             | 1988 DP1             | 21 лютого 1988    | Обсерваторія Ґейсей                     | Тсутому Секі                                           |
| 3823 Йорій (Yorii)                 | 1988 EC1             | 10 березня 1988   | Обсерваторія Йорії                      | Масару Араї, Хіроші Морі                               |
| 3824 Брендалі (Brendalee)          | 1929 TK              | 5 жовтня 1929     | Ловеллівська обсерваторія               | Клайд Томбо                                            |
| 3825 Нюрнберґ (Nurnberg)           | 1967 UR              | 30 жовтня 1967    | Гамбурзька обсерваторія                 | Любош Когоутек                                         |
| 3826 Гендель (Handel)              | 1973 UV5             | 27 жовтня 1973    | Обсерваторія Карла Шварцшильда          | Ф. Бернґен                                             |
| 3827 Зденекгорський (Zdenekhorsky) | 1986 VU              | 3 листопада 1986  | Обсерваторія Клеть                      | Антонін Мркос                                          |
| 3828 Хосіно (Hoshino)              | 1986 WC              | 22 листопада 1986 | Тойота                                  | Кендзо Судзукі, Такеші Урата                           |
| 3829 Ґумма (Gunma)                 | 1988 EM              | 10 березня 1988   | YGCO (станція Тійода)                   | Такуо Кодзіма                                          |
| 3830 Треллеборґ (Trelleborg)       | 1986 RL              | 11 вересня 1986   | Обсерваторія Брорфельде                 | Поуль Єнсен                                            |
| 3831 Піттенджілл (Pettengill)      | 1986 TP2             | 7 жовтня 1986     | Станція Андерсон-Меса                   | Едвард Бовелл                                          |
| 3832 Шапіро (Shapiro)              | 1981 QJ              | 30 серпня 1981    | Станція Андерсон-Меса                   | Едвард Бовелл                                          |
| 3833 Калінґаста (Calingasta)       | 1971 SC              | 27 вересня 1971   | Астрономічний комплекс Ель-Леонсіто     | Джеймс Ґібсон, Карлос Сеско                            |
| 3834 ЗаппаФренк (Zappafrank)       | 1980 JE              | 11 травня 1980    | Обсерваторія Клеть                      | Ладіслав Брожек                                        |
| 3835 Короленко (Korolenko)         | 1977 SD3             | 23 вересня 1977   | КрАО                                    | Черних Микола Степанович                               |
| 3836 Лем (Lem)                     | 1979 SR9             | 22 вересня 1979   | КрАО                                    | Черних Микола Степанович                               |
| 3837 Карр (Carr)                   | 1981 JU2             | 6 травня 1981     | Паломарська обсерваторія                | Керолін Шумейкер                                       |
| 3838 Epona                         | 1986 WA              | 27 листопада 1986 | Паломарська обсерваторія                | Ален Морі                                              |
| 3839 Богаєвський (Bogaevskij)      | 1971 OU              | 26 липня 1971     | КрАО                                    | Черних Микола Степанович                               |
| 3840 Мімістробель (Mimistrobell)   | 1980 TN4             | 9 жовтня 1980     | Паломарська обсерваторія                | Керолін Шумейкер                                       |
| 3841 Дісіччо (Dicicco)             | 1983 VG7             | 4 листопада 1983  | Станція Андерсон-Меса                   | Браян Скіфф                                            |
| 3842 Гарлансміт (Harlansmith)      | 1985 FC1             | 21 березня 1985   | Станція Андерсон-Меса                   | Едвард Бовелл                                          |
| 3843 OISCA                         | 1987 DM              | 28 лютого 1987    | Обсерваторія Ґекко                      | Йошіакі Ошіма                                          |
| 3844 Lujiaxi                       | 1966 BZ              | 30 січня 1966     | Обсерваторія Цзицзіньшань               | Обсерваторія Червона Гора                              |
| 3845 Неяченко (Neyachenko)         | 1979 SA10            | 22 вересня 1979   | КрАО                                    | Черних Микола Степанович                               |
| 3846 Хейзел (Hazel)                | 1980 TK5             | 9 жовтня 1980     | Паломарська обсерваторія                | Керолін Шумейкер                                       |
| 3847 Шіндель (Sindel)              | 1982 DY1             | 16 лютого 1982    | Обсерваторія Клеть                      | Антонін Мркос                                          |
| 3848 Аналусія (Analucia)           | 1982 FH3             | 21 березня 1982   | Обсерваторія Ла-Сілья                   | Анрі Дебеонь                                           |
| 3849 Інциденція (Incidentia)       | 1984 FC              | 31 березня 1984   | Станція Андерсон-Меса                   | Едвард Бовелл                                          |
| 3850 Пельтьє (Peltier)             | 1986 TK2             | 7 жовтня 1986     | Станція Андерсон-Меса                   | Едвард Бовелл                                          |
| 3851 Альгамбра (Alhambra)          | 1986 UZ              | 30 жовтня 1986    | Обсерваторія Ґейсей                     | Тсутому Секі                                           |
| 3852 Ґленнфорд (Glennford)         | 1987 DR6             | 24 лютого 1987    | Обсерваторія Ла-Сілья                   | Анрі Дебеонь                                           |
| 3853 Гаас (Haas)                   | 1981 WG1             | 24 листопада 1981 | Станція Андерсон-Меса                   | Едвард Бовелл                                          |
| 3854 George                        | 1983 EA              | 13 березня 1983   | Паломарська обсерваторія                | Керолін Шумейкер                                       |
| 3855 Пасасимфонія (Pasasymphonia)  | 1986 NF1             | 4 липня 1986      | Паломарська обсерваторія                | Е. Гелін                                               |
| 3856 Луцький (Lutskij)             | 1976 QX              | 26 серпня 1976    | КрАО                                    | М. С. Черних                                           |
| 3857 Селліно (Cellino)             | 1984 CD1             | 8 лютого 1984     | Станція Андерсон-Меса                   | Едвард Бовелл                                          |
| 3858 Dorchester                    | 1986 TG              | 3 жовтня 1986     | Обсерваторія Брорфельде                 | Поуль Єнсен                                            |
| 3859 Борнген (Borngen)             | 1987 EW              | 4 березня 1987    | Станція Андерсон-Меса                   | Едвард Бовелл                                          |
| 3860 Пловдів (Plovdiv)             | 1986 PM4             | 8 серпня 1986     | Смолян                                  | Ерік Вальтер Ельст, Віолета Іванова                    |
| 3861 Лоренц (Lorenz)               | A910 FA              | 30 березня 1910   | Обсерваторія Гейдельберг-Кеніґштуль     | Джозеф Гелффріх                                        |
| 3862 Аґекіан (Agekian)             | 1972 KM              | 18 травня 1972    | КрАО                                    | Смирнова Тамара Михайлівна                             |
| 3863 Ґільяровський (Gilyarovskij)  | 1978 SJ3             | 26 вересня 1978   | КрАО                                    | Журавльова Людмила Василівна                           |
| 3864 Сорен (Soren)                 | 1986 XF              | 6 грудня 1986     | Обсерваторія Брорфельде                 | Поуль Єнсен                                            |
| 3865 Ліндблум (Lindbloom)          | 1988 AY4             | 13 січня 1988     | Обсерваторія Ла-Сілья                   | Анрі Дебеонь                                           |
| 3866 Ленглі (Langley)              | 1988 BH4             | 20 січня 1988     | Обсерваторія Ла-Сілья                   | Анрі Дебеонь                                           |
| 3867 Сіретоко (Shiretoko)          | 1988 HG              | 16 квітня 1988    | Обсерваторія Кітамі                     | Масаюкі Янаї, Кадзуро Ватанабе                         |
| 3868 Мендоза (Mendoza)             | 4575 P-L             | 24 вересня 1960   | Паломарська обсерваторія                | К. Й. ван Гаутен, І. ван Гаутен-Ґроневельд, Т. Герельс |
| 3869 Нортон (Norton)               | 1981 JE              | 3 травня 1981     | Станція Андерсон-Меса                   | Едвард Бовелл                                          |
| 3870 Мейре (Mayre)                 | 1988 CG3             | 13 лютого 1988    | Обсерваторія Ла-Сілья                   | Ерік Вальтер Ельст                                     |
| 3871 Рейц (Reiz)                   | 1982 DR2             | 18 лютого 1982    | Обсерваторія Ла-Сілья                   | Річард Вест                                            |
| 3872 Акірафудзі (Akirafujii)       | 1983 AV              | 12 січня 1983     | Станція Андерсон-Меса                   | Браян Скіфф                                            |
| 3873 Roddy                         | 1984 WB              | 21 листопада 1984 | Паломарська обсерваторія                | Керолін Шумейкер                                       |
| 3874 Стюарт (Stuart)               | 1986 TJ1             | 4 жовтня 1986     | Станція Андерсон-Меса                   | Едвард Бовелл                                          |
| 3875 Штеле (Staehle)               | 1988 KE              | 17 травня 1988    | Паломарська обсерваторія                | Е. Гелін                                               |
| 3876 Квейд (Quaide)                | 1988 KJ              | 19 травня 1988    | Паломарська обсерваторія                | Е. Гелін                                               |
| 3877 Браес (Braes)                 | 3108 P-L             | 24 вересня 1960   | Паломарська обсерваторія                | К. Й. ван Гаутен, І. ван Гаутен-Ґроневельд, Т. Герельс |
| 3878 Дзьомон (Jyoumon)             | 1982 VR4             | 14 листопада 1982 | Обсерваторія Кісо                       | Хірокі Косаї, Кіїтіро Фурукава                         |
| 3879 Махар (Machar)                | 1983 QA              | 16 серпня 1983    | Обсерваторія Клеть                      | Зденька Ваврова                                        |
| 3880 Кайзерман (Kaiserman)         | 1984 WK              | 21 листопада 1984 | Паломарська обсерваторія                | Керолін Шумейкер, Юджин Шумейкер                       |
| 3881 Думерґуа (Doumergua)          | 1925 VF              | 15 листопада 1925 | Алжирська обсерваторія                  | Веніамін Жеховський                                    |
| 3882 Джонкокс (Johncox)            | 1962 RN              | 7 вересня 1962    | Обсерваторія Ґете Лінка                 | Університет Індіани                                    |
| 3883 Вербано (Verbano)             | 1972 RQ              | 7 вересня 1972    | КрАО                                    | Черних Микола Степанович                               |
| 3884 Алфьоров (Alferov)            | 1977 EM1             | 13 березня 1977   | КрАО                                    | Черних Микола Степанович                               |
| 3885 Богородський (Bogorodskij)    | 1979 HG5             | 25 квітня 1979    | КрАО                                    | Микола Черних                                          |
| 3886 Щербаковія (Shcherbakovia)    | 1981 RU3             | 3 вересня 1981    | КрАО                                    | Черних Микола Степанович                               |
| 3887 Ґерштнер (Gerstner)           | 1985 QX              | 22 серпня 1985    | Обсерваторія Клеть                      | Антонін Мркос                                          |
| 3888 Гойт (Hoyt)                   | 1984 FO              | 28 березня 1984   | Паломарська обсерваторія                | Керолін Шумейкер                                       |
| 3889 Меньшиков (Menshikov)         | 1972 RT3             | 6 вересня 1972    | КрАО                                    | Журавльова Людмила Василівна                           |
| 3890 Бунін (Bunin)                 | 1976 YU5             | 18 грудня 1976    | КрАО                                    | Черних Людмила Іванівна                                |
| 3891 Вернер (Werner)               | 1981 EY31            | 3 березня 1981    | Обсерваторія Сайдинг-Спрінг             | Ш. Дж. Бас                                             |
| 3892 Дежо (Dezso)                  | 1941 HD              | 19 квітня 1941    | Турку                                   | Люсі Отерма                                            |
| 3893 ДеЛетер (DeLaeter)            | 1980 FG12            | 20 березня 1980   | Пертська обсерваторія                   | Майкл Кенді                                            |
| 3894 Вільямкук (Williamcooke)      | 1980 PQ2             | 14 серпня 1980    | Пертська обсерваторія                   | Пітер Джейкабсонс, Майкл Кенді                         |
| 3895 Ергарт (Earhart)              | 1987 DE              | 23 лютого 1987    | Паломарська обсерваторія                | Керолін Шумейкер                                       |
| 3896 Порденоне (Pordenone)         | 1987 WB              | 18 листопада 1987 | Кйонська обсерваторія                   | Дж. Баур                                               |
| 3897 Лоухі (Louhi)                 | 1942 RT              | 8 вересня 1942    | Турку                                   | Ірйо Вяйсяля                                           |
| 3898 Карлюїс (Curlewis)            | 1981 SF9             | 26 вересня 1981   | Пертська обсерваторія                   | Майкл Кенді                                            |
| 3899 Віхтерле (Wichterle)          | 1982 SN1             | 17 вересня 1982   | Обсерваторія Клеть                      | М. Махрова                                             |
| 3900 Кнежевич (Knezevic)           | 1985 RK              | 14 вересня 1985   | Станція Андерсон-Меса                   | Едвард Бовелл                                          |

| Астероїди 1—10000 → |           |           |           |           |           |           |           |           |            |
| 1—100               | 1001—1100 | 2001—2100 | 3001—3100 | 4001—4100 | 5001—5100 | 6001—6100 | 7001—7100 | 8001—8100 | 9001—9100  |
| 101—200             | 1101—1200 | 2101—2200 | 3101—3200 | 4101—4200 | 5101—5200 | 6101—6200 | 7101—7200 | 8101—8200 | 9101—9200  |
| 201—300             | 1201—1300 | 2201—2300 | 3201—3300 | 4201—4300 | 5201—5300 | 6201—6300 | 7201—7300 | 8201—8300 | 9201—9300  |
| 301—400             | 1301—1400 | 2301—2400 | 3301—3400 | 4301—4400 | 5301—5400 | 6301—6400 | 7301—7400 | 8301—8400 | 9301—9400  |
| 401—500             | 1401—1500 | 2401—2500 | 3401—3500 | 4401—4500 | 5401—5500 | 6401—6500 | 7401—7500 | 8401—8500 | 9401—9500  |
| 501—600             | 1501—1600 | 2501—2600 | 3501—3600 | 4501—4600 | 5501—5600 | 6501—6600 | 7501—7600 | 8501—8600 | 9501—9600  |
| 601—700             | 1601—1700 | 2601—2700 | 3601—3700 | 4601—4700 | 5601—5700 | 6601—6700 | 7601—7700 | 8601—8700 | 9601—9700  |
| 701—800             | 1701—1800 | 2701—2800 | 3701—3800 | 4701—4800 | 5701—5800 | 6701—6800 | 7701—7800 | 8701—8800 | 9701—9800  |
| 801—900             | 1801—1900 | 2801—2900 | 3801—3900 | 4801—4900 | 5801—5900 | 6801—6900 | 7801—7900 | 8801—8900 | 9801—9900  |
| 901—1000            | 1901—2000 | 2901—3000 | 3901—4000 | 4901—5000 | 5901—6000 | 6901—7000 | 7901—8000 | 8901—9000 | 9901—10000 |